# Saint-Maximin (Isère)
Pour les articles homonymes, voir Saint-Maximin.
Saint-Maximin est une commune française située dans le département de l'Isère en région Auvergne-Rhône-Alpes.
Autrefois rattachée à la province royale du Dauphiné, la commune est adhérente à la communauté de communes Le Grésivaudan depuis 2009, après la fusion de l'ancienne communauté de communes du Haut Grésivaudan avec trois autres communautés de communes de cette partie du département.

## Géographie

### Situation et description
Saint-Maximin est un regroupement de hameaux positionnés sur la rive sud-est du Bréda, au-dessus de ses gorges, et à l'est de Pontcharra, sur le versant exposé ouest de Brame-Farine, crête séparant la commune de Saint-Maximin de celle d'Allevard.
De nombreux secteurs du territoire de la commune offrent des vues panoramiques sur le massif de la Chartreuse et la chaîne de Belledonne.

### Climat
Pour des articles plus généraux, voir Climat d'Auvergne-Rhône-Alpes et Climat de l'Isère.
En 2010, le climat de la commune est de type climat de montagne, selon une étude du Centre national de la recherche scientifique s'appuyant sur une série de données couvrant la période 1971-2000. En 2020, Météo-France publie une typologie des climats de la France métropolitaine dans laquelle la commune est exposée à un climat de montagne ou de marges de montagne et est dans la région climatique  Alpes du nord, caractérisée par une pluviométrie annuelle de 1 200 à 1 500 mm, irrégulièrement répartie en été. 
Pour la période 1971-2000, la température annuelle moyenne est de 10,5 °C, avec une amplitude thermique annuelle de 18,4 °C. Le cumul annuel moyen de précipitations est de 1 273 mm, avec 9,6 jours de précipitations en janvier et 8,9 jours en juillet. Pour la période 1991-2020, la température moyenne annuelle observée sur la station météorologique de Météo-France la plus proche, « Montmelian », sur la commune de Montmélian à 9 km à vol d'oiseau, est de 12,4 °C et le cumul annuel moyen de précipitations est de 987,3 mm,. Pour l'avenir, les paramètres climatiques de la commune estimés pour 2050 selon différents scénarios d'émission de gaz à effet de serre sont consultables sur un site dédié publié par Météo-France en novembre 2022.

### Hydrographie
Le torrent du Bréda, d'une longueur de 32,1 kilomètres borde la partie septentrionale du territoire de la commune avant de rejoindre l'Isère à Pontcharra.

### Voies de communication et transport
La commune est située à l'écart des grands axes de communications mais elle est bordée dans sa partie septentrionale par la RD925b puis la RD525b, route qui relie Pontcharra à Détrier puis Chamousset (Savoie).
La gare SNCF la plus proche de la commune est la gare de Pontcharra, celle-ci, située à environ 5 km de la commune et présente un rôle majeur à l'échelle de la vallée du Grésivaudan et de la communauté de communes du Pays du Grésivaudan.

## Urbanisme

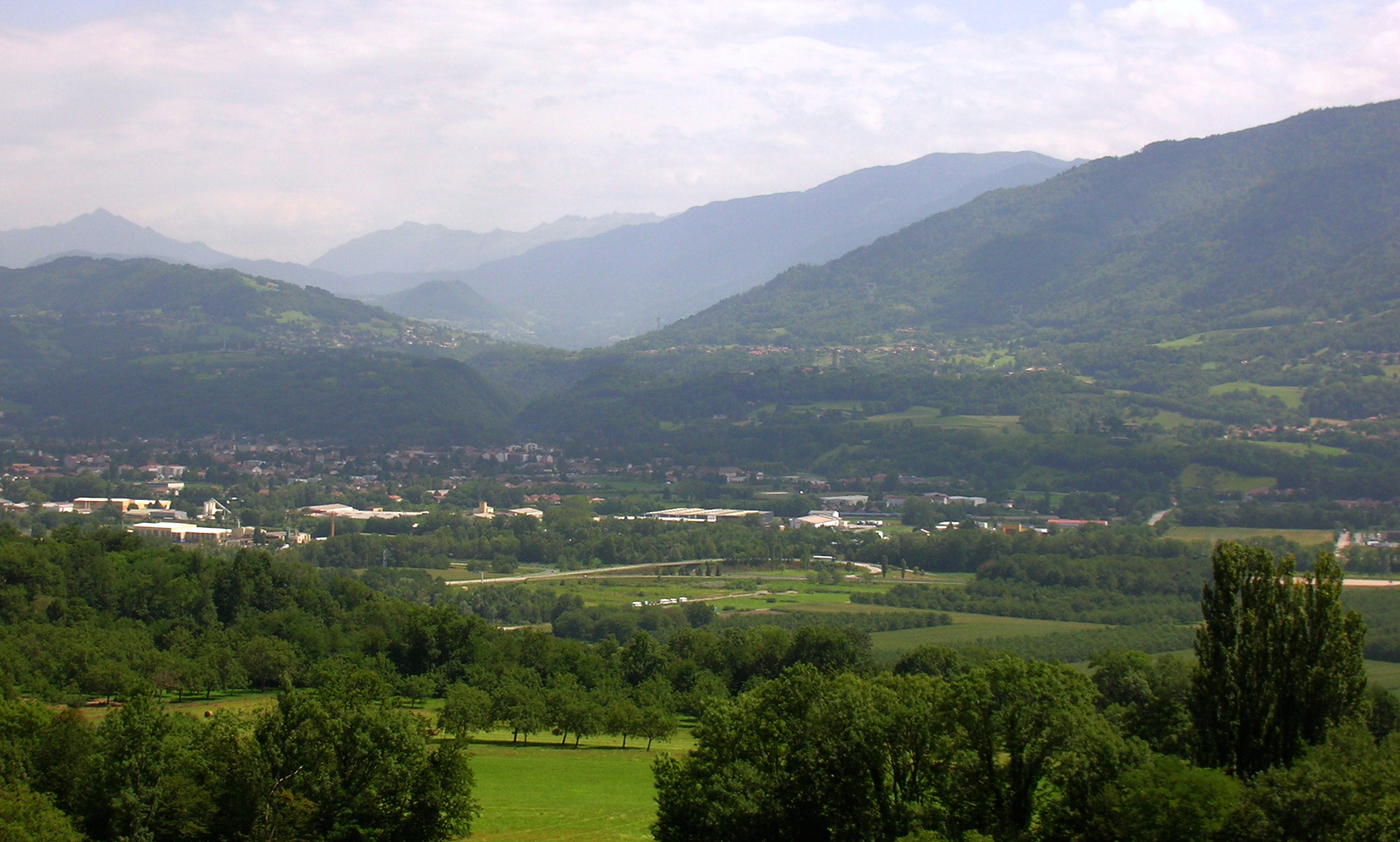
La région de Saint-Maximin (en haut de la photo) et Pontcharra (en bas).

### Typologie
Au 1er janvier 2024, Saint-Maximin est catégorisée commune rurale à habitat dispersé, selon la nouvelle grille communale de densité à sept niveaux définie par l'Insee en 2022.
Elle appartient à l'unité urbaine de Pontcharra, une agglomération inter-départementale regroupant cinq  communes, dont elle est une commune de la banlieue,,. Par ailleurs la commune fait partie de l'aire d'attraction de Grenoble, dont elle est une commune de la couronne,. Cette aire, qui regroupe 204 communes, est catégorisée dans les aires de 700 000 habitants ou plus (hors Paris),.

### Occupation des sols
L'occupation des sols de la commune, telle qu'elle ressort de la base de données européenne d’occupation biophysique des sols Corine Land Cover (CLC), est marquée par l'importance des forêts et milieux semi-naturels (68,6 % en 2018), en diminution par rapport à 1990 (70,1 %). La répartition détaillée en 2018 est la suivante : 
forêts (68,6 %), prairies (21,6 %), zones agricoles hétérogènes (7,4 %), zones urbanisées (2,4 %). L'évolution de l’occupation des sols de la commune et de ses infrastructures peut être observée sur les différentes représentations cartographiques du territoire : la carte de Cassini (XVIIIe siècle), la carte d'état-major (1820-1866) et les cartes ou photos aériennes de l'IGN pour la période actuelle (1950 à aujourd'hui).

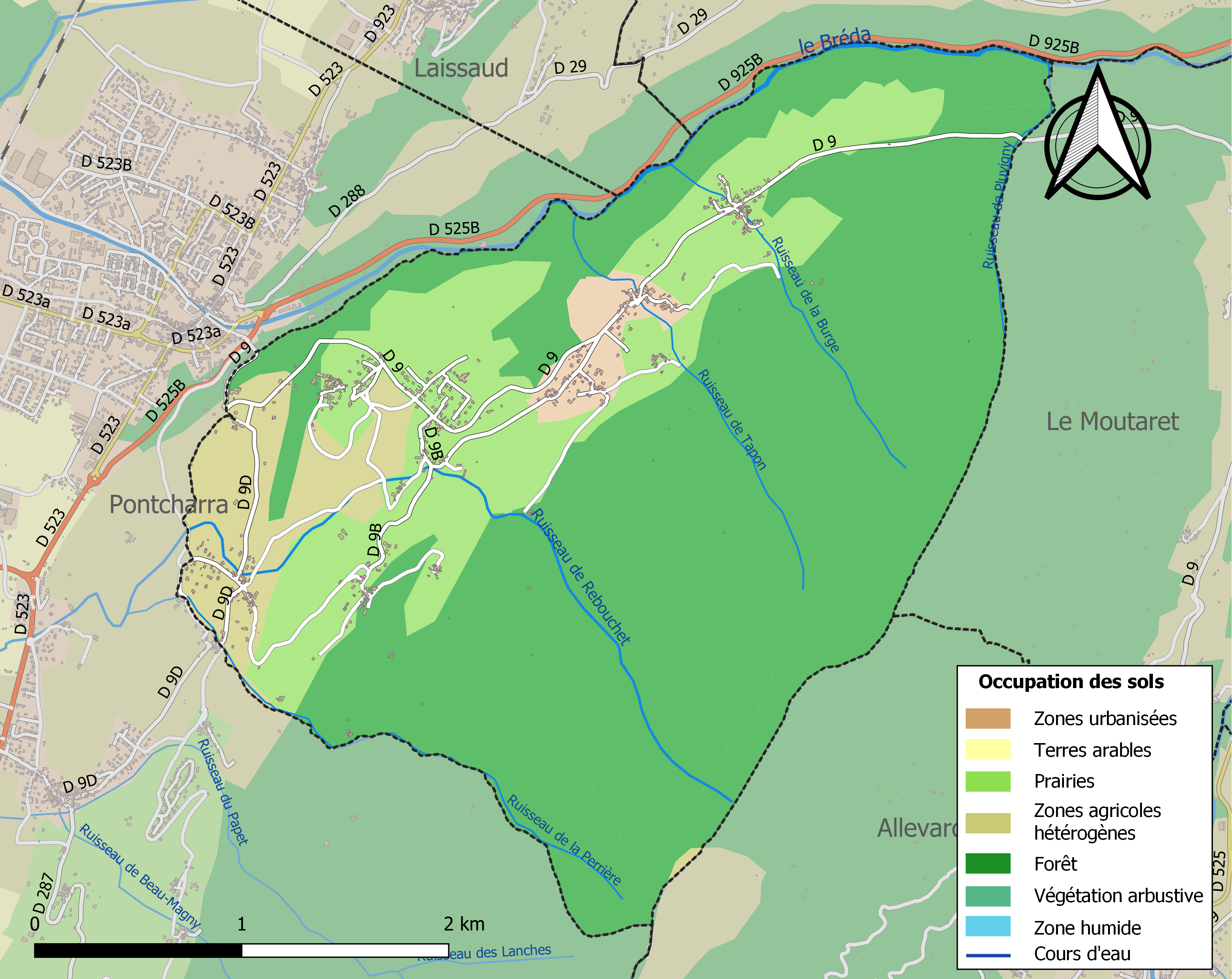
Carte des infrastructures et de l'occupation des sols de la commune en 2018 (CLC).

### Lieux-dits et écarts
La commune comprend de nombreux hameaux, dont notamment :
- Avalon (ou Avallon), emplacement où était situé le château, dont des restes du rempart forment les murs de maisons du hameau. La tour de guet tour des Chartreux a été reconstruite sur son ancienne base.
- les Bretonnières
- les Ripellets
- les Bruns
- le Crêt
- les Rojons
- la Dobo
- Repidon, où se trouve la mairie et l'église
- Varanger
- le Mouret
- Saint-Maximin le Vieux
- la Combe

### Risques naturels et technologiques

#### Risques sismiques
L'ensemble du territoire de la commune de Saint-Maximin est situé en zone de sismicité no 4 (sur une échelle de 1 à 5), comme la plupart des communes de son secteur géographique.
| Type de zone | Niveau            | Définitions (bâtiment à risque normal) |
| ------------ | ----------------- | -------------------------------------- |
| Zone 4       | Sismicité moyenne | accélération = 1,6 m/s2                |

## Histoire
- 1135 : naissance du futur saint Hugues de Lincoln au château d'Avalon.
- 1150 : Hugues d'Avalon entre à la Grande Chartreuse. Il fut curé de Saint-Maximin avant de rentrer chez les chartreux[16].
- 1186 : 29 septembre - Hugues d'Avalon sacré évêque.
- 1220 : 17 février - Il est canonisé.

## Politique et administration

### Liste des maires
| Période | Période  | Identité             | Étiquette | Qualité |
| ------- | -------- | -------------------- | --------- | ------- |
| 1989    | 2008     | Marie-Louise Spezini | DVG       |         |
| 2008    | 2014     | René Pois-Pompée     | SE        |         |
| 2014    | 2019     | Jacques Viret        | SE        |         |
| 2019    | 2020     | Michel Poinson       | SE        |         |
| 2020    | En cours | Olivier Roziau       |           |         |

## Population et société

### Démographie
L'évolution du nombre d'habitants est connue à travers les recensements de la population effectués dans la commune depuis 1800. Pour les communes de moins de 10 000 habitants, une enquête de recensement portant sur toute la population est réalisée tous les cinq ans, les populations de référence des années intermédiaires étant quant à elles estimées par interpolation ou extrapolation. Pour la commune, le premier recensement exhaustif entrant dans le cadre du nouveau dispositif a été réalisé en 2008.

En 2022, la commune comptait 672 habitants, en évolution de +3,7 % par rapport à 2016 (Isère : +3,07 %, France hors Mayotte : +2,11 %).
| 1800 | 1806 | 1821 | 1831 | 1836 | 1841 | 1846 | 1851 | 1856 |
| ---- | ---- | ---- | ---- | ---- | ---- | ---- | ---- | ---- |
| 681  | 708  | 742  | 714  | 971  | 956  | 960  | 920  | 880  |

| 1861 | 1866 | 1872 | 1876 | 1881 | 1886 | 1891 | 1896 | 1901 |
| ---- | ---- | ---- | ---- | ---- | ---- | ---- | ---- | ---- |
| 835  | 829  | 757  | 769  | 721  | 740  | 659  | 676  | 658  |

| 1906 | 1911 | 1921 | 1926 | 1931 | 1936 | 1946 | 1954 | 1962 |
| ---- | ---- | ---- | ---- | ---- | ---- | ---- | ---- | ---- |
| 585  | 564  | 508  | 518  | 506  | 504  | 493  | 423  | 391  |

| 1968 | 1975 | 1982 | 1990 | 1999 | 2006 | 2008 | 2013 | 2018 |
| ---- | ---- | ---- | ---- | ---- | ---- | ---- | ---- | ---- |
| 384  | 400  | 432  | 476  | 539  | 600  | 620  | 638  | 659  |

| 2022 | - | - | - | - | - | - | - | - |
| ---- | - | - | - | - | - | - | - | - |
| 672  | - | - | - | - | - | - | - | - |

### Enseignement
La commune est rattachée à l'académie de Grenoble.

### Médias
Historiquement, le quotidien à grand tirage Le Dauphiné libéré consacre, chaque jour, y compris le dimanche, dans son édition du Grésivaudan, un ou plusieurs articles à l'actualité de la communauté de communes, ainsi que des informations sur les éventuelles manifestations locales, les travaux routiers, et autres événements divers à caractère local.

## Économie
Le commune fait partiellement partie de l'aire géographique de production et transformation du « Bois de Chartreuse », la première AOC de la filière Bois en France.

## Culture locale et patrimoine

### Lieux et monuments

#### Patrimoine religieux
- Église Saint-Maxime de Saint-Maximin

#### Patrimoine civil

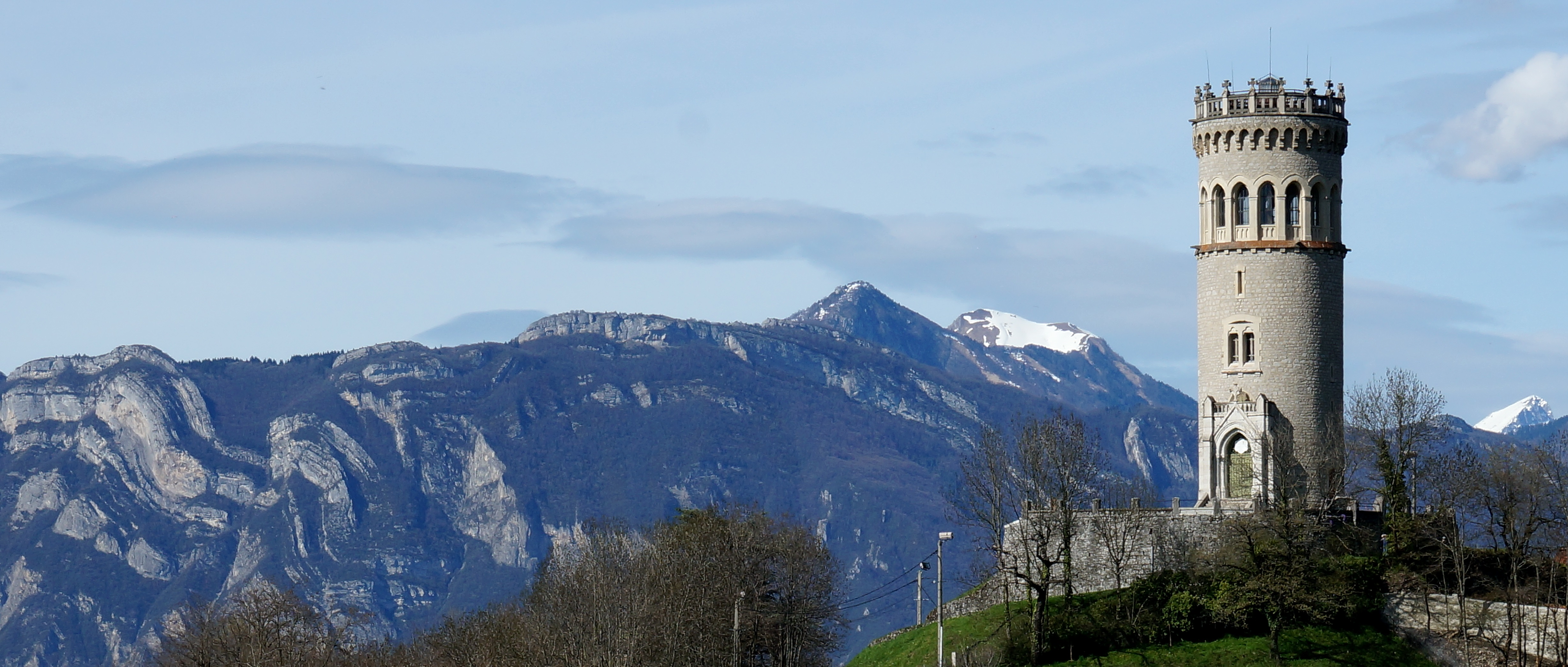
La tour d'Avalon.

- Tour d'Avalon des XIVe et XIXe siècles[22], appelée aussi tour d'Avallon ou tour des Chartreux ; reconstruite en 1896 par les chartreux sur les ruines d'une tour de guet du château natal d'Hugues d'Avalon[23]. Le château appartenait aux Romestang d'Avalon, nobles du haut-Grésivaudan et date d'avant 1049[24].

La tour fait l’objet d’une inscription au titre des monuments historiques depuis le 5 octobre 1992.

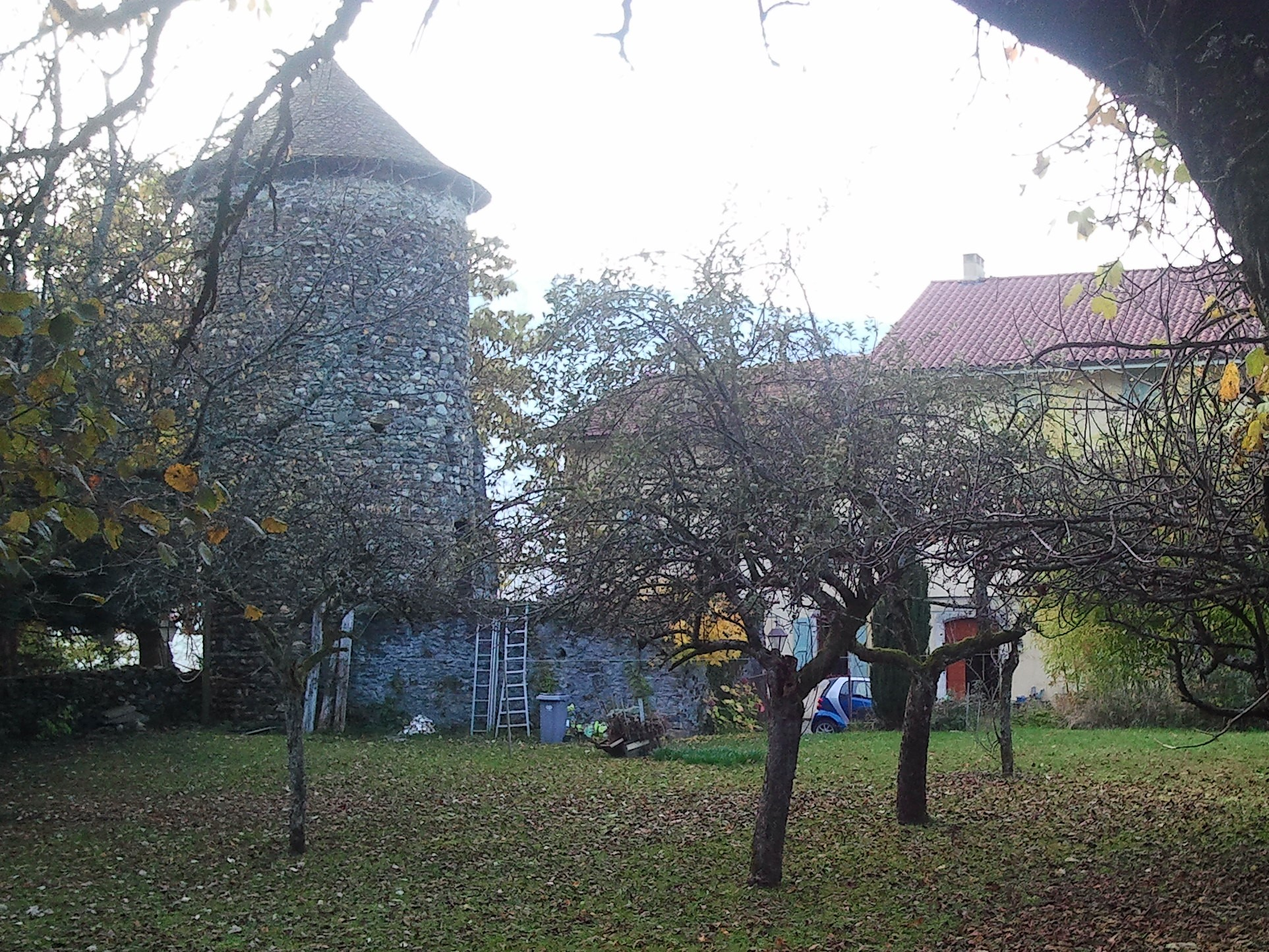
La tour Brune du bourg d'Avalon (Saint-Maximin).

- La tour Brune du bourg d'Avalon (Saint-Maximin).Maison forte de la tour Brune d'Avalon : cette tour est attesté dès 1250 avec ses courtines. Elle se trouvait en contrebas du château, édifié sur la motte, et s'est trouvée englobée dans la nouvelle enceinte urbaine qui fut construite au début du XIVe siècle pour fermer le bourg neuf[26].La tour d'Avalon et le bourg médiéval.

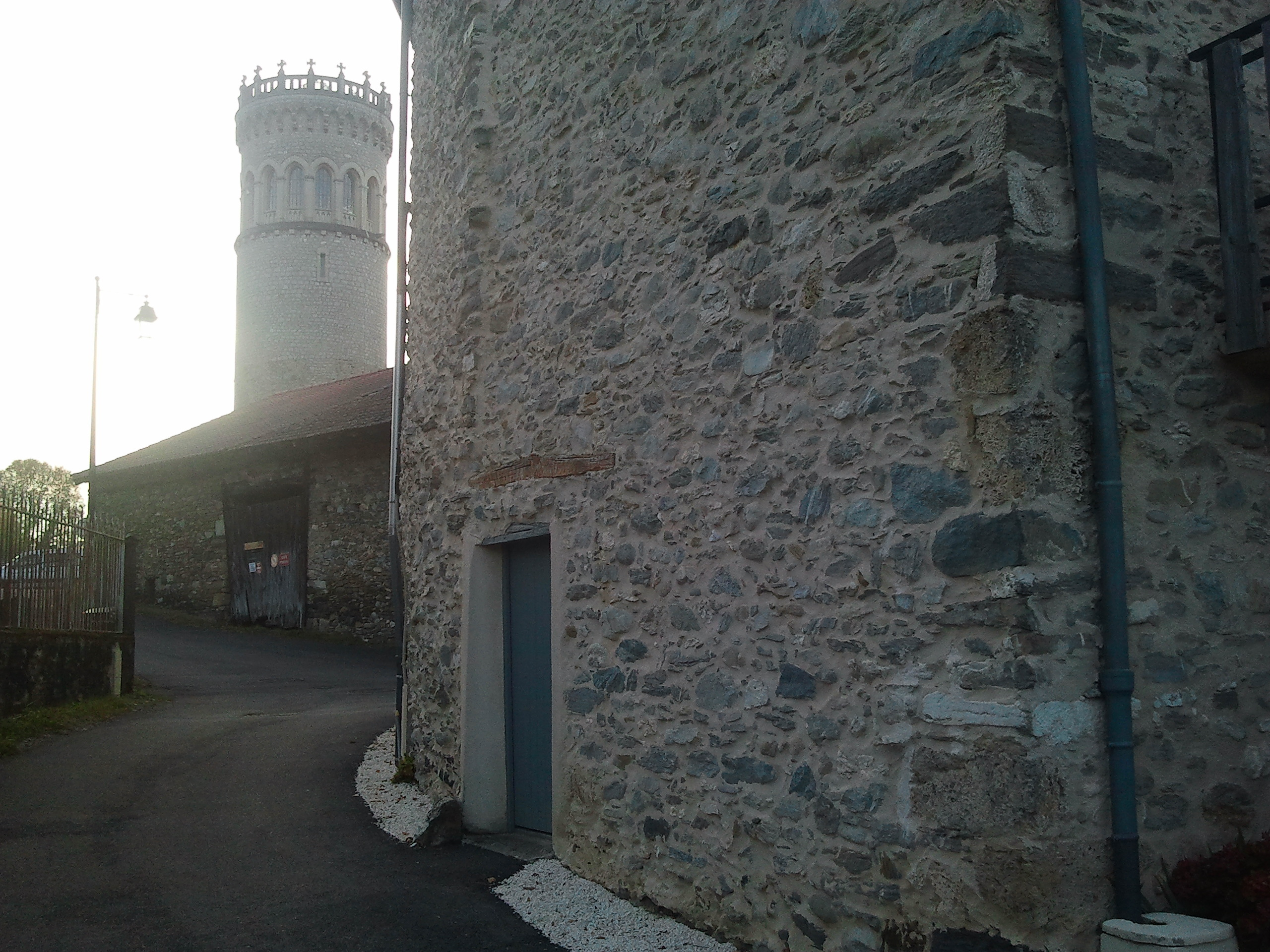
La tour d'Avalon et le bourg médiéval.

- Maison forte de la Coubassière ou Combassière[22].
- Anciennes maisons au bourg[22].
- Le manoir de la Combe, ou château de Bioni[22].
- Vestiges médiévales au Mas du Plantier[22].
- Maquette du bourg médieval de Saint-Maximin, à la mairie[22].
- Une maison forte dite d'Avalon du XIIIe siècle, disparue, se trouvait probablement près de la porte orientale du bourg vieux. Cité en 1339, elle était propriété des héritiers de Aymon de Saint-Pierre[22].
- Une autre maison forte disparue est celle des sires de Beaumont qui se trouvait entre la Maison forte de Saint-Pierre et la tour d'Avalon, dont on voit une tour circulaire au vieux bourg, près de l'angle Sud-Est, sur des anciennes cartes postales. Il subsiste une empreinte au sol de cette tour, le reste ayant complètement disparu[22].
- Autre maison forte disparue, la maison forte au lieu-dit du Ratier[22].

### Personnalités liées à la commune
- le docteur François Billerey (1775-1839), thermaliste et professeur de médecine, condisciple et ami du docteur Laennec.

### Héraldique
|  | Saint-Maximin (Isère) possède des armoiries dont l'origine et le blasonnement exact ne sont pas disponibles. |